# L'amiral mène la danse
Pour plus de détails, voir Fiche technique et Distribution.
L'amiral mène la danse (Born to Dance) est un film musical américain réalisé par Roy Del Ruth, sorti en 1936.

## Synopsis
Alors qu'il est en permission, le marin Ted Barker rencontre Nora Paige au Lonely Hearts Club, qui appartient à Jenny Saks, la femme d'un autre marin, Gunny Saks. Ted tombe instantanément amoureux de Nora. Il rencontre ensuite la star de Broadway Lucy James à bord d'un sous-marin alors qu'elle est en tournée publicitaire. Son pékinois tombe à la mer et Ted le sauve, à la suite de quoi Lucy tombe amoureuse de lui. Bien que Ted ait déjà prévu un rendez-vous avec Nora, il reçoit l'ordre de son capitaine, Dingby, de rencontrer Lucy dans une boîte de nuit.
Nora, qui vit avec Jenny et sa fille, Sally, aspire à devenir une danseuse de Broadway. Cependant, sa nouvelle carrière est sérieusement compromise lorsqu'elle se met par inadvertance entre Lucy et son patron McKay. Nora prend ses distances avec Ted après avoir vu des photos de lui et Lucy dans un journal le lendemain matin.
Lucy convainc McKay d'arrêter la campagne de presse, menaçant de quitter la production de Broadway si d'autres photos ou articles sur elle et Ted sont publiés. Nora devient la doublure de Lucy et réfléchit à son comportement envers Ted. Nora est soudainement renvoyée après que McKay lui a demandé d'exécuter une danse que Lucy considère comme non dansable. Mais Ted sait exactement quoi faire après avoir raconté toute l'histoire

## Fiche technique
- Titre : L'amiral mène la danse
- Titre original : Born to Dance
- Réalisation : Roy Del Ruth
- Scénario : Jack McGowan et Sid Silvers d'après une histoire de Jack McGowan, Sid Silvers et Buddy G. DeSylva
- Production  : Jack Cummings
- Société de production : M.G.M.
- Direction musicale : Alfred Newman
- Arrangements musicaux : Roger Edens et Léo Arnaud (chorale)
- Chansons : Cole Porter
- Chorégraphie : Dave Gould
- Photographie : Ray June
- Montage : Blanche Sewell
- Direction artistique : Cedric Gibbons
- Costumes : Adrian
- Pays d'origine : États-Unis
- Langue : anglais
- Format : Noir et blanc - Son : Mono (Western Electric Sound System)
- Genre : Film musical et comédie
- Durée : 106 minutes
- Dates de sortie :
  - États-Unis : 27 novembre 1936
  - France : 26 mars 1937

## Distribution
- Eleanor Powell : Nora Paige
- James Stewart (VF : Claude Péran) : Ted Barker
- Virginia Bruce : Lucy James
- Una Merkel : Jenny Saks
- Sid Silvers : 'Gunny' Sacks
- Frances Langford : 'Peppy' Turner
- Raymond Walburn (VF : Maurice Lagrenée) : Capitaine Percival Dingby
- Alan Dinehart : James 'Mac' McKay
- Buddy Ebsen : 'Mush' Tracy
- Juanita Quigley : Sally Saks
- Reginald Gardiner : Policier

Acteurs non crédités :
- Charles Bennett : un membre du Quartet
- Charles Coleman : un serveur du club Continental
- James Flavin (VF : Maurice Dorléac) : l'officier du sous-marin s'occupant des permissions